# Klosterneuburg Mercenaries 1990
Questa voce raccoglie le informazioni riguardanti i Klosterneuburg Mercenaries nelle competizioni ufficiali della stagione 1990.
Sono noti solo gli esiti dei playoff di AFL.

## Austrian Football League 1990

### Playoff
| 1990 Semifinale | Salzburg Lions | p – v | Klosterneuburg Mercenaries |  |

| Linz 1º luglio 1990 Austrian Bowl | Graz Giants | 59 – 7 | Klosterneuburg Mercenaries |  |

## Statistiche di squadra
| Competizione      | %Vittorie | In casa | In casa | In casa | In casa | In casa | In casa | In trasferta | In trasferta | In trasferta | In trasferta | In trasferta | In trasferta | Totale | Totale | Totale | Totale | Totale | Totale |
| Competizione      | %Vittorie | G       | V       | N       | P       | Pf      | Ps      | G            | V            | N            | P            | Pf           | Ps           | G      | V      | N      | P      | Pf     | Ps     |
| ----------------- | --------- | ------- | ------- | ------- | ------- | ------- | ------- | ------------ | ------------ | ------------ | ------------ | ------------ | ------------ | ------ | ------ | ------ | ------ | ------ | ------ |
| Stagione regolare | ?         | ?       | ?       | ?       | ?       | ?       | ?       | ?            | ?            | ?            | ?            | ?            | ?            | ?      | ?      | ?      | ?      | ?      | ?      |
| Playoff           | .500      | 0       | 0       | 0       | 0       | 0       | 0       | 2            | 1            | 0            | 1            | 7+?          | 59+?         | 2      | 1      | 0      | 1      | 7+?    | 59+?   |
| Totale            | ?         | 0+?     | 0+?     | 0+?     | 0+?     | 0+?     | 0+?     | 2+?          | 1+?          | 0+?          | 1+?          | 7+?          | 59+?         | 2+?    | 1+?    | 0+?    | 1+?    | 7+?    | 59+?   |